# Felicia petiolata
Felicia petiolata là một loài thực vật có hoa trong họ Cúc. Loài này được (Harv.) N.E.Br. mô tả khoa học đầu tiên năm 1906.